# Annual
Annual (in arabo, أنوال Anwāl) è una località appartenente alla cabila dei Beni Ulichec situata nel nord-est del Marocco, 60 km ad ovest di Melilla.

## Storia
Quando faceva parte del Protettorato spagnolo del Marocco era sede della Circoscrizione di Annual, dipendente dalla Comandancia Generale di Melilla: a giugno del 1921 era assegnata al Regimiento di Infantería Ceriñola n.º 42, composto da 3 battaglioni di 6 compagnie di fucilieri, di 120 uomini ognuna, e una di ametralladoras nel battaglione di 50 uomini. Erano 3.024 uomini al comando del colonnello Morale Reinoso che sostituiva José Riquelme e López-Bago.
Nelle sue vicinanze, il 22 luglio 1921, si combatté la battaglia di Annual che in Spagna è conosciuta come il 'Disastro di Annual', che vide l'uccisione tra 7.000 e 11.000 uomini spagnoli (tra loro, il comandante generale Fernández Silvestre), durante la Guerra del Rif nel periodo del Protectorado spagnolo, dopo un attacco dei berberi del Rif.